# Parasphenula
Parasphenula är ett släkte av insekter. Parasphenula ingår i familjen Pyrgomorphidae.
Kladogram enligt Catalogue of Life:
| Parasphenula | \| \| Parasphenula abyssinica \| \| \| \| \| \| Parasphenula boranensis \| \| \| \| \| \| Parasphenula tewfiki \| \| \| \| |
|              | \| \| Parasphenula abyssinica \| \| \| \| \| \| Parasphenula boranensis \| \| \| \| \| \| Parasphenula tewfiki \| \| \| \| |
|              | Parasphenula abyssinica |
|              | |
|              | Parasphenula boranensis |
|              | |
|              | Parasphenula tewfiki |
|              | |